# Liste der Monuments historiques in Cléry-en-Vexin
Die Liste der Monuments historiques in Cléry-en-Vexin führt die Monuments historiques in der französischen Gemeinde Cléry-en-Vexin auf.

## Liste der Bauwerke
| Bezeichnung                | Beschreibung              | Standort | Kennzeichnung | Schutzstatus | Datum | Bild           |
| -------------------------- | ------------------------- | -------- | ------------- | ------------ | ----- | -------------- |
| Kirche St-Germain-de-Paris | Erbaut im 13. Jahrhundert | (Lage)   | PA00080029    | Classé       | 1929  | weitere Bilder |

## Liste der Objekte

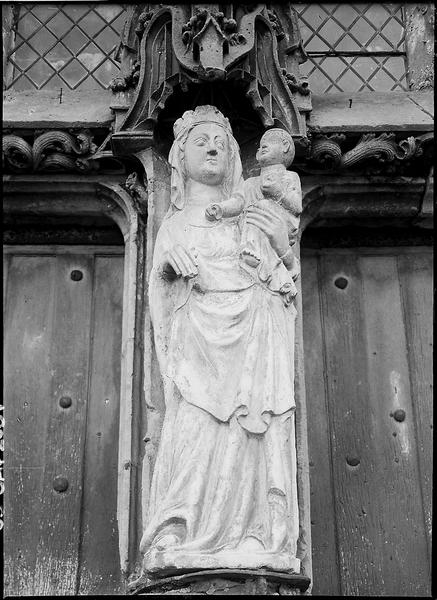
Skulptur Madonna und Kind (14. Jahrhundert) in der Kirche St-Germain-de-Paris

- Monuments historiques (Objekte) in Cléry-en-Vexin in der Base Palissy des französischen Kultusministeriums